# Wilhelm Schirmer
Wilhelm Schirmer (alemany: August Wilhelm Ferdinand Schirmer)  (Berlín, 6 de maig de 1802 - Nyon, 8 de juny de 1866) va ser un paisatgista alemany.

## Biografia
Schirmer va néixer a Berlín. Quan era jove, Schirmer pintava flors a la fàbrica de porcellana reial; després esdevingué alumne de Friedrich Wilhelm Schadow a l’Acadèmia de Berlín, però el seu art atreia més a Itàlia. El 1827 va marxar a Itàlia, on la seva estada es va estendre durant tres anys. Es va convertir en deixeble del seu compatriota Joseph Koch, que va construir un paisatge històric als Poussins, i es diu que es va inspirar en JMW Turner. El 1831 Schirmer es va establir a Berlín en un estudi amb estudiosos. Del 1839 al 1865 va ser professor de paisatge a l'acadèmia.
El lloc de Schirmer en la història de l'art és distintiu. Els seus esbossos a Itàlia eren més que transcripcions de llocs; va estudiar la natura amb la finalitat de compondre paisatges històrics i poètics. En acabat, el Museu d'Antiguitats de Berlín li va fer arribar la seva oportunitat. A les parets va pintar llocs i temples clàssics, i va dilucidar les col·leccions pel paisatge paisatgístic amb el qual estaven històricament associats.
L'objectiu de Schirmer era fer del seu art la interpretació poètica de la natura i considerava que la tècnica era secundària a la concepció.